# کمبود ویتامین دی
کمبود ویتامین دی یا هیپویتامینوز دی (به انگلیسی: Vitamin D deficiency) زمانی اتفاق می‌افتد که مقدار این ویتامین در بدن کمتر از حد طبیعی است. این عارضه معمولاً در افرادی رخ می‌دهد که بیشتر به‌صورت آپارتمان نشینی زندگی کرده و کمتر در معرض نور آفتاب قرار می‌گیرند. کمبود ویتامین دی همچنین می‌تواند به دلیل رژیم غذایی نامناسب، اختلال در جذب ویتامین دی و عدم توانایی بدن در تبدیل ویتامین دی به متابولیت‌های فعال به دلیل اختلالات کبدی، کلیوی و ارثی اتفاق بیفتد.

## نقش ویتامین دی
ویتامین دی نقش اساسی را در ساخت استخوان در بدن دارد، بنابراین کمبود آن، منجر به بیماری‌های مربوط به نرم شدن استخوان‌ها مانند راشیتیسم در کودکان می‌شود. همچنین می‌تواند بیماری‌های استئومالاسی و پوکی استخوان را در بزرگسالان بدتر کند و منجر به افزایش شکستگی استخوان شود. ضعف عضلانی نیز یکی از علائم رایج کمبود ویتامین دی است که خطر شکستگی استخوان را در بزرگسالان افزایش می‌دهد. کمبود ویتامین دی روی عملکرد مغز اثر گذاشته و باعث ایجاد بیماری‌هایی مانند اسکیزوفرنی می‌شود.

## نحوه تشخیص کمبود

غلظت سرمی کلسی دیول

کمبود ویتامین دی معمولاً با اندازه‌گیری غلظت هیدروکسی ویتامین دی در خون که دقیق‌ترین روش اندازه‌گیری ذخیره ویتامین دی در بدن است، تشخیص داده می‌شود. با توجه به اینکه یک نانوگرم در میلی لیتر معادل ۲٫۵ نانومول در لیتر است، نتایج آزمایش تشخیص کمبود ویتامین دی در بدن به شکل زیر تفسیر می‌شود:
- کمبود شدید: nmol <30 = ng/mL<12
- کمبود متوسط: <20 nmol/L<۵۰ = ng/mL
- میزان ناکافی: 20–29 nmol/L ۵۰–۷۵ = ng/mL
- میزان نرمال: 30–100 nmol/L ۷۵–۲۵۰ = ng/mL

نکته مهمی که باید توجه داشته باشید این است که در کنار همه مزایایی که این ویتامین برای بدن دارد اگر بیشتر از حد طبیعی در بدن باشد می‌تواند باعث مسمومیت شود. البته معمولاً این اتفاق بسیار نادر است زیرا منابع غذایی ویتامین دی محدود بوده و همه افراد به‌صورت مرتب در معرض نور خورشید نیستند یا مکمل استفاده نمی‌کنند.

## پیامدها
کمبود ویتامین دی می‌تواند چندین مشکل در بدن ایجاد کند که به شکل زیر می‌باشند:
بیماری استئومالاسی که یک اختلال نرم شدن استخوان است و منحصراً در بزرگسالان رخ می‌دهد و با ضعف عضلانی پروگزیمال و شکنندگی استخوان مشخص می‌شود.
بیماری پوکی استخوان که با کاهش تراکم مواد معدنی استخوان و افزایش شکنندگی استخوان همراه است.
افزایش خطر شکستگی سریع استخوان‌ها حتی با ضربه‌های ضعیف

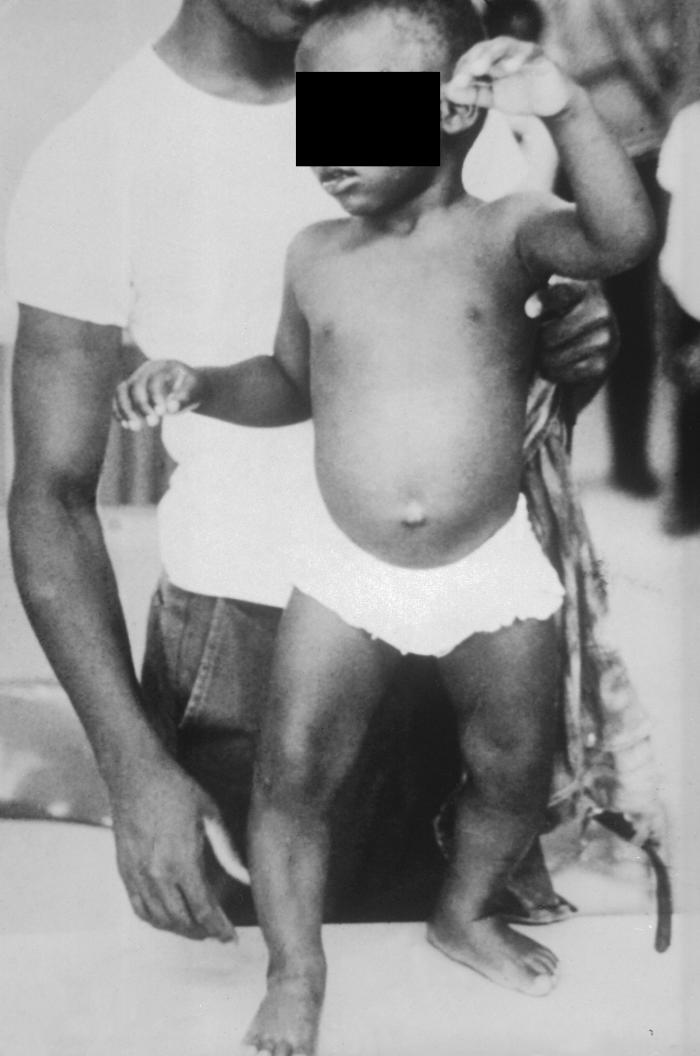
راشیتیسم

بیماری راشیتیسم که یک بیماری در دوران کودکی است و از رشد و تغییر شکل استخوان‌ها به شکل صحیح و نرمال جلوگیری می‌کند. اولین نشانه کمبود ویتامین دی و بروز این بیماری، نرم شدن یا نازک شدن غیرطبیعی جمجمه است.
درد و ضعف عضلات
کشیدگی عضلات (گرفتگی عضلات) که معمولاً به دلیل کاهش کلسیم یونیزه، ناشی از کمبود ویتامین دی تجربه می‌شود.
احساس سرگیجه و سبکی سر
پریودنتیت که به معنای از دست دادن تراکم استخوان می‌باشد و حتی می‌تواند منجر به از دست دادن دندان‌ها شود.
پره اکلامپسی که نوعی فشار خون بارداری است و برخی از خانم‌های باردار به دلایل مختلف که یکی از آن‌ها کمبود ویتامین دی است به آن مبتلا می‌شوند. این بیماری اگر ناشی از کمبود ویتامین دی باشد باعث بیماری آشکار استخوان قبل از تولد و اختلال در کیفیت استخوان پس از تولد می‌شود.
در حال حاضر نیز برخی از تحقیقات در مورد ارتباط بین ویتامین دی و شدت علائم بیماری کرونا در حال انجام است. فرضیه محققان این است که افرادی که دچار کمبود این ویتامین هستند در صورت ابتلا به کرونا علائم شدیدتری خواهند داشت.

## علت
کمبود ویتامین دی در بدن دلایل بسیار متفاوتی دارد که عبارتند از:
اگر شما به مرور زمان و روزانه مقدار مناسبی از ویتامین دی را در رژیم غذایی خود نداشته باشید احتمال بروز کمبود ویتامین دی در بدن افزایش پیدا می‌کند. منابع سرشار ویتامین دی شامل ماهی و روغن ماهی، زرده تخم مرغ، شیر غنی شده و جگر گاو می‌باشد.
اگر خیلی کم در معرض آفتاب قرار می‌گیرید و در خانه ای زندگی می‌کنید که نورگیری طبیعی خوبی ندارد و در مکان‌های عمومی نیز از پوشش‌های کامل استفاده می‌کنید یا شغلتان ایجاب می‌کند که کمتر در معرض نور آفتاب قرار بگیرید، خطر کمبود ویتامین دی در بدن شما افزایش پیدا می‌کند.
اگر شما پوست تیره ای دارید، ملانین زیاد پوست میزان ساخت ویتامین دی هنگام قرار گرفتن در برابر نور خورشید را کاهش می‌دهد. به همین دلیل نتایج تحقیقات انجام شده نشان داده‌است که افراد مسن با پوست تیره بیشتر دچار کمبود ویتامین دی می‌شوند.
گاهی نیز کلیه‌های شما نمی‌توانند ویتامین دی را به شکل فعال خود تبدیل کنند. با افزایش سن نیز، کلیه‌های شما توانایی کمتری برای تبدیل ویتامین دی به شکل فعال آن را دارند، بنابراین این موضوع خطر کمبود ویتامین دی را افزایش می‌دهد.
اگر دستگاه گوارش نتواند ویتامین دی را به میزان کافی جذب کند، باعث افزایش احتمال کمبود ویتامین دی می‌شود. برخی از مشکلات پزشکی، از جمله بیماری کرون، فیبروز کیستیک و بیماری سلیاک نیز، می‌تواند بر توانایی روده شما در جذب ویتامین دی از مواد غذایی که می‌خورید تأثیر بگذارد و آن را کاهش دهد.
اگر شما چاق هستید ویتامین دی توسط سلول‌های چربی از خون استخراج می‌شود و باعث آزاد شدن آن در گردش خون می‌شود. افرادی که شاخص توده بدنی آن‌ها ۳۰ یا بیشتر است، غالباً سطح ویتامین دی در خونشان پایین است.

## نحوه درمان

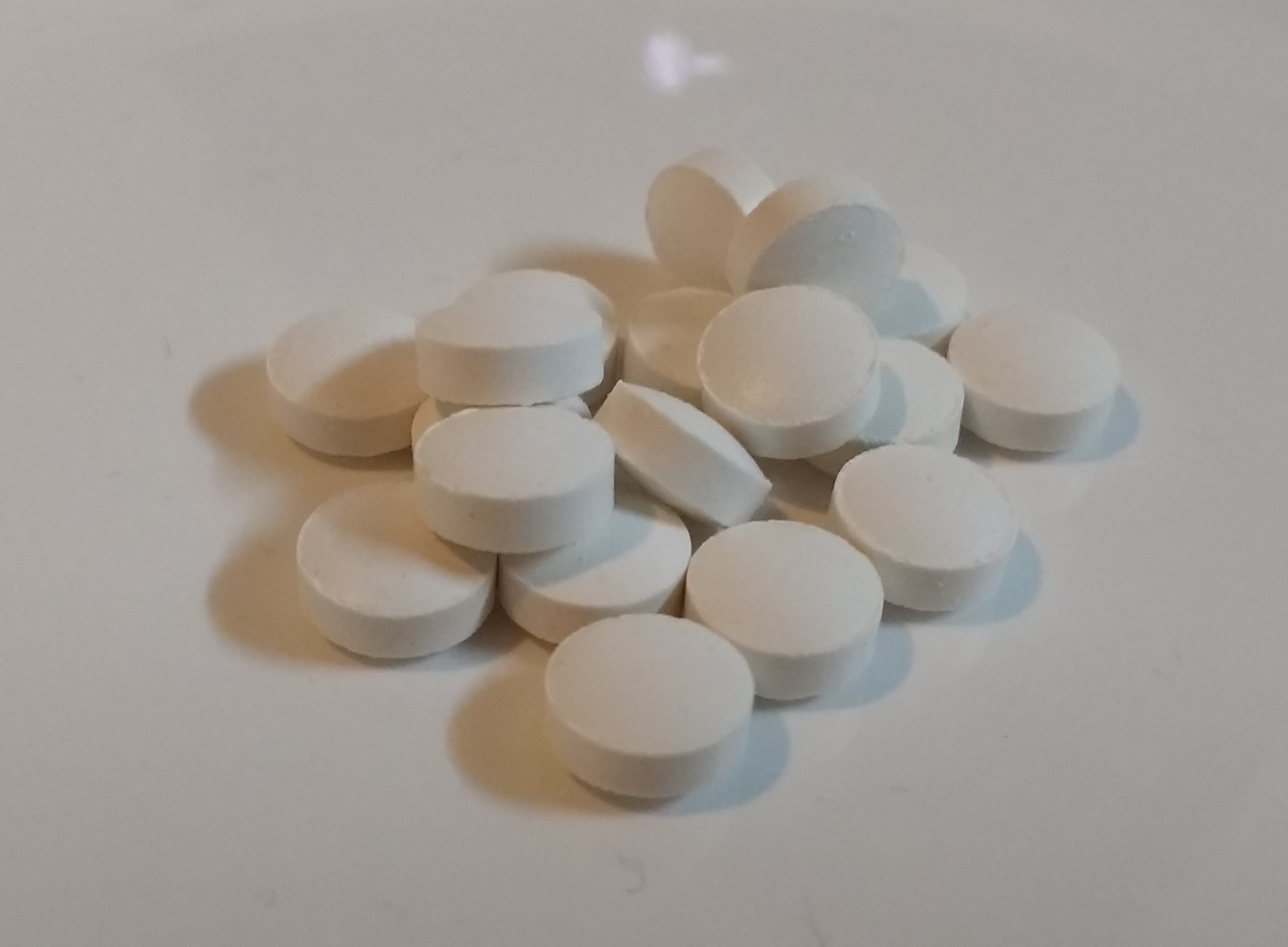
قرص ویتامین دی

درمان کمبود ویتامین D به شدت کمبود آن بستگی دارد. درمان شامل مرحله اولیه با دوز بالا تا رسیدن به سطح سرمی مورد نیاز است و به دنبال در مرحله ثانویه باید اقداماتی انجام داد تا سطح به دست آمده حفظ شده و دوباره کم نشود. هرچه میزان کمبود اولیه شدیدتر باشد، دوز مصرفی برای رسیدن سریع به سطح سرمی قابل قبول بیشتر است.
درمان اولیه با دوز بالا می‌تواند به صورت روزانه یا هفتگی انجام شود یا می‌تواند به صورت یک یا چند دوز منفرد تجویز شود. نسخه‌های درمانی و نظر پزشکان در این مورد متفاوت است. بعد از اینکه سطح ویتامین دی به مقدار قابل قبول نزدیک شد یا به آن مقدار رسید، پزشک دوز مصرفی را کاهش داده و نحوه مصرف آن تغییر می‌کند که باید طبق دستور العمل پزشکتان باشد.

## میزان مورد نیاز ویتامین دی برای بدن انسان
بر اساس مقاله‌ای که در وبسایت Researchgate.net درج شده‌ است دوز بی خطر و امن برای مصرف ویتامین دی برای مصرف روزانه بر اساس هر یک کیلو وزن ضربدر ۱۰۰ واحد ویتامین دی می‌باشد. برای مثال شخصی که هفتاد کیلو وزن دارد، دوز مصرف روزانه برای این فرد ۷۰ ضربدر ۱۰۰ مساوی با ۷۰۰۰ واحد ویتامین دی در روز می‌باشد. بر اساس این مقاله تمام کسانی که مشکل کمبود ویتامین دی داشته‌اند از سال ۲۰۱۰ با استفاده از این فرمول حتی یک نفر دچار مسمومیت با ویتامین دی نشده است.
طبق توصیه‌ای که در این مقاله شده‌است می‌توان به جای اینکه هر روز ویتامین دی مصرف کرد، از ویتامین دی پنجاه هزار با فاصله زمانی مناسب استفاده کرد، به این شکل که مثلاً اگر فردی هفتاد کیلو وزن دارد، نیاز این فرد به ویتامین دی معادل هفت هزار واحد در روز است، این فرد می‌تواند از ویتامین دی پنجاه هزار هفته‌ای یکبار استفاده کند، به این شکل که پنجاه هزار تقسیم بر هفت هزار می‌شود معادل ۴۹ هزار واحد که تقریباً برابر ویتامین دی پنجاه هزار است.
با توجه به این مقاله، برای سادگی کار، افراد بزرگسال میتوانند هفته‌ای یک عدد ویتامین D3 پنجاه هزار واحد مصرف کنند، بدون نگرانی از اینکه دچار مصمومیت شوند.
نکته بسیار مهم این است که ملاک اصلی برای ویتامین دی آزمایش خون است. شاید فردی با روزی ۵۰۰۰ واحد به رنج نرمال برسد و شاید فردی دیگر با روزی ۱۰۰۰۰ واحد، ویتامین دی خونش نرمال باشد.
نکته دیگر اینکه کسانی که با استفاده از این روش ویتامین دی مصرف میکنند باید یک هفته بعد از خوردن ویتامین دی یا تزریق ویتامین دی، آزمایش ویتامین دی بدهند. زیرا ممکن است است جواب آزمایش تا چند روز بعد از خوردن ویتامین دی، کاذب و بالا باشد.